# Chappe (cráter)
Chappe es un cráter de impacto que se encuentra a lo largo de la extremidad suroeste de la Luna. Está casi unido al extremo norte de la llanura amurallada del cráter Hausen, y a la misma distancia del cráter Pilâtre. Hacia el norte-noroeste aparece Blanchard.
|  |

Este cráter se encuentra a lo largo del exterior de las rampas del cráter Hausen, mucho más grande, y está rodeado por un terreno desigual poblado de colinas. El borde es más o menos circular, con un pequeño cráter situado a lo largo del borde oriental. Las paredes interiores y el fondo del cráter son desiguales, sobre todo en la mitad occidental.
Este cráter fue designado originalmente Hausen A, antes de que la UAI cambiara su nombre.
Chappe se encuentra al sur de la Cuenca Mendel-Rydberg, una amplia depresión de 630 km de extensión producto de un impacto del Período Nectárico.